# Гринспун, Лестер
Лестер Гринспун (англ. Lester Grinspoon, 24 июня 1928, Ньютон, штат Массачусетс, США — 25 июня 2020) — американский психиатр, Ассоциированный почётный профессор медицинской школы Гарварда. Гринспун состоял главным психиатром в Массачусетском центре душевного здоровья в Бостоне на протяжении 40 лет. Является членом Американской ассоциации содействия развития науки и Американской психиатрической ассоциации. В течение пятнадцати лет Гринспун был редактором Harvard Mental Health Letter.

## Личная жизнь
Доктор Гринспун женат, отец двоих детей. Старший сын умер от лейкемии в возрасте 11 лет. Младший сын, Дэвид Гринспун — известный астробиолог.

### Дружба с Карлом Саганом
Карл Саган был близким другом Лестера Гринспуна, они вместе посещали Москву в 1985 году.
В 2006 году сын Лестера, Дэвид Гринспун, был награждён Медалью Карла Сагана.

## Медицинские исследования
Доктор Гринспун был первым врачом в США, прописавшим карбонат лития при биполярном аффективном расстройстве.

### Изучение марихуаны
Доктор Гринспун проявил интерес к марихуане в 60-е годы, когда её употребление в США стремительно росло. В 1967 году Гринспун начал свои научные исследования с целью выяснить все риски для здоровья, связанные с употреблением каннабиса. Уже в процессе изучения существующей на тот момент литературы Лестер осознал, что публика серьёзно дезинформирована о возможных опасностях. В дальнейшем Гринспун окончательно пришел к выводу, что мнение о большой опасности марихуаны для здоровья значительно преувеличено.

## Интернет-ресурсы
Доктору Лестеру Гринспуну принадлежат два веб-ресурса:
- Marijuana: The Forbidden Medicine, содержащий личные истории людей о медицинском применении каннабиса;
- Uses of Marijuana, где людям позволено поделиться своим опытом улучшения жизни с помощью марихуаны.

## Признание заслуг
В честь Лестера Гринспуна назван сорт марихуаны голландской компании Barney’s Farm — Dr. Grinspoon. Австралийская музыкальная группа Grinspoon также признает, что использовала фамилию ученого в качестве названия.